# Município Bolongongo
Município Bolongongo är en kommun i Angola.   Den ligger i provinsen Cuanza Norte, i den nordvästra delen av landet, 210 km öster om huvudstaden Luanda.
I omgivningarna runt Município Bolongongo växer i huvudsak städsegrön lövskog. Runt Município Bolongongo är det ganska glesbefolkat, med 23 invånare per kvadratkilometer.